# Samson Colebrooke
Samson Colebrooke, född 10 maj 1997, är en friidrottare från Bahamas. Han deltog vid olympiska sommarspelen 2020.